# ديلان كريستوفر
ديلان كريستوفر (بالإنجليزية: Dyllan Christopher Fernandez)‏ هو ممثل أمريكي، ولد في 12 ديسمبر 1991 بلوس أنجلوس في الولايات المتحدة.

## أعمال

### أفلام
- (1998) أرمجدون[1][2][3]
- (1999) دودلي إفعل الصح
- (2002) ستيوارت ليتل 2[4][5][6]
- (2003) سيبيسكيت[7]

### مسلسلات
- ذا ميدل

## وصلات خارجية
- ديلان كريستوفر على موقع IMDb (الإنجليزية)
- ديلان كريستوفر على موقع ألو سيني (الفرنسية)
- ديلان كريستوفر على موقع أول موفي (الإنجليزية)
- ديلان كريستوفر على موقع قاعدة بيانات الفيلم (الإنجليزية)
- ديلان كريستوفر على موقع كينوبويسك (الروسية)